# معركة إلبيرة
معركة إلبيرة (بالإسبانية: : Desastre de la Vega de Granada) أي كارثة وادي غرناطة، معركة وقعت بين القوات القشتالية والقوات الأندلسية، وانتهت بانتصار المسلمين.

## أسباب المعركة
في عام 713هـ/1314 جلس السلطان أبو الوليد إسماعيل بن الأحمر على عرش مملكة غرناطة، وامتاز عصره بتوطُّد الملك واستقرار الأمور وإحياء عهد الجهاد، وفي أوائل عهده غزا القشتاليُّون مدينة غرناطة واستولوا على عددٍ من القواعد والحصون، وهزموا المسلمين هزيمةً شديدةً في وادي فرتونة عام 716هـ/1316. وعندما رأى القشتاليون نجاح غزوتهم عزموا على حصار الجزيرة الخضراء، والاستيلاء عليها ليحولوا دون وصول الأمداد إلى المسلمين من المغرب، ولكن السلطان إسماعيل بادر إلى تحصينها، وجهز الأساطيل لحمايتها من البحر، فتراجع القشتاليين عن فكرة الحصار، ووجهوا انظارهم لمهاجمة العاصمة غرناطة ذاتها، فقلق ابن الأحمر وطلب النجدة والإمداد من السلطان المريني أبي سعيد عُثمان بن يعقوب، لكنَّ الأخير رفض، وطلب بتسليم شيخ الغُزاة عثمان بن أبي العلاء لما كان منه في حق الدولة المرينية، فأبى السلطان الغرناطي خوفاً من العواقب.

## المعركة
بعد أن حقق القشتاليون في مملكة قشتالة انتصارا مهما على المسلمين في معركة وادي فرتونة عام 716هـ/1316، أرادوا مهاجمة الجزيرة الخضراء والسيطرة عليها ليحولوا دون وصول الإمدادات المغربية إلى الأندلس، ثم عدلوا عن ذلك وقرروا مهاجمة العاصمة نفسها غرناطة. وانتشرت الأخبار في غرناطة أن جيوش القتشاليين تتجه إليهم، فبادر السلطان أبو الوليد إسماعيل بن الأحمر بإعداد جيش محدود من صفوة وأشداء المقاتلين في سبعة آلاف رجل، وجعل عليهم القائد عثمان بن أبي العلاء بالإضافة إلى فرقته المغربية، وكان هذا القائد جريئًا وافر العزم والبسالة، فلم ترعه كثرة الجيش المهاجم، وعوَّل عليه في هذه المعركةٍ الحاسمة. وزحفت جيوش القشتاليين في ثلاثين ألف مقاتل وعلى رأسهم الدون بيدرو ولي العهد ومعه العديد من الأمراء، بالإضافة إلى فرقة إنجليزية متطوعة جاءت لنصرة الصليب.
ثم في يوم 20 ربيع الآخر 718هـ/25 يونيو 1319 خرج القائد عثمان في جيشه إلى هضبة إلبيرة على مقربة من مدينة غرناطة، وهناك التقى الجيشان. واندلع قتال كبير أبدى فيه المسلمون شجاعة وحمية في القتال، واستمرت المعركة ثلاثة أيام ثم أنتصر بعدها المسلمون، حيث قتل قائد الجيش القشتالي بُطرس سيِّد الكاميروس ويُوحنَّا دي كامپوس وانهزم جيشهم. وقام الأندلسيون برفع جثة قائد القشتاليين في تابوت ووضعوه على سور قصر الحمراء إعلاناً للنصر، وتخليداً لذكرى المعركة.